# تشريح الجثة
تشريح الجثة (بالإنجليزية: Autopsy)‏  يسمى أيضاً بـ التشريح الجنائي أو فحص ما بعد الوفاة، هو إجراء طبي يتكون من فحص دقيق للجثة لتحديد سبب وطريقة الوفاة وتقييم أي مرض أو إصابة قد تكون حدثت للجثة. وعادة يقوم بالعملية طبيب متخصص في علم الأمراض.
يتم إجراء عمليات التشريح إما لأغراض قانونية أو لأسباب طبية. على سبيل المثال، قد يتم تشريح الجثة جنائيا عندما تحدث الوفاة بسبب إجرامي، في حين يتم تنفيذ عملية التشريح السريري أو الأكاديمي لمعرفة الأسباب الطبية للوفاة، كما يتم التشريح أيضا في حالات الوفاة غير معروفة السبب، أو لأغراض البحث والتعليم. ويمكن تصنيف عمليات التشريح إلى الحالات التي يكتفى فيها بالفحص الخارجي، إلى الحالات التي تتطلب تشريح الجثة وإجراء الفحوص الداخلية. وعادة، يتم التشريح بعد موافقة الأقارب. وبعد القيام بالتشريح الداخلي يعاد تشكيل الجسد عن طريق إعادة خياطته من جديد.

## تاريخها

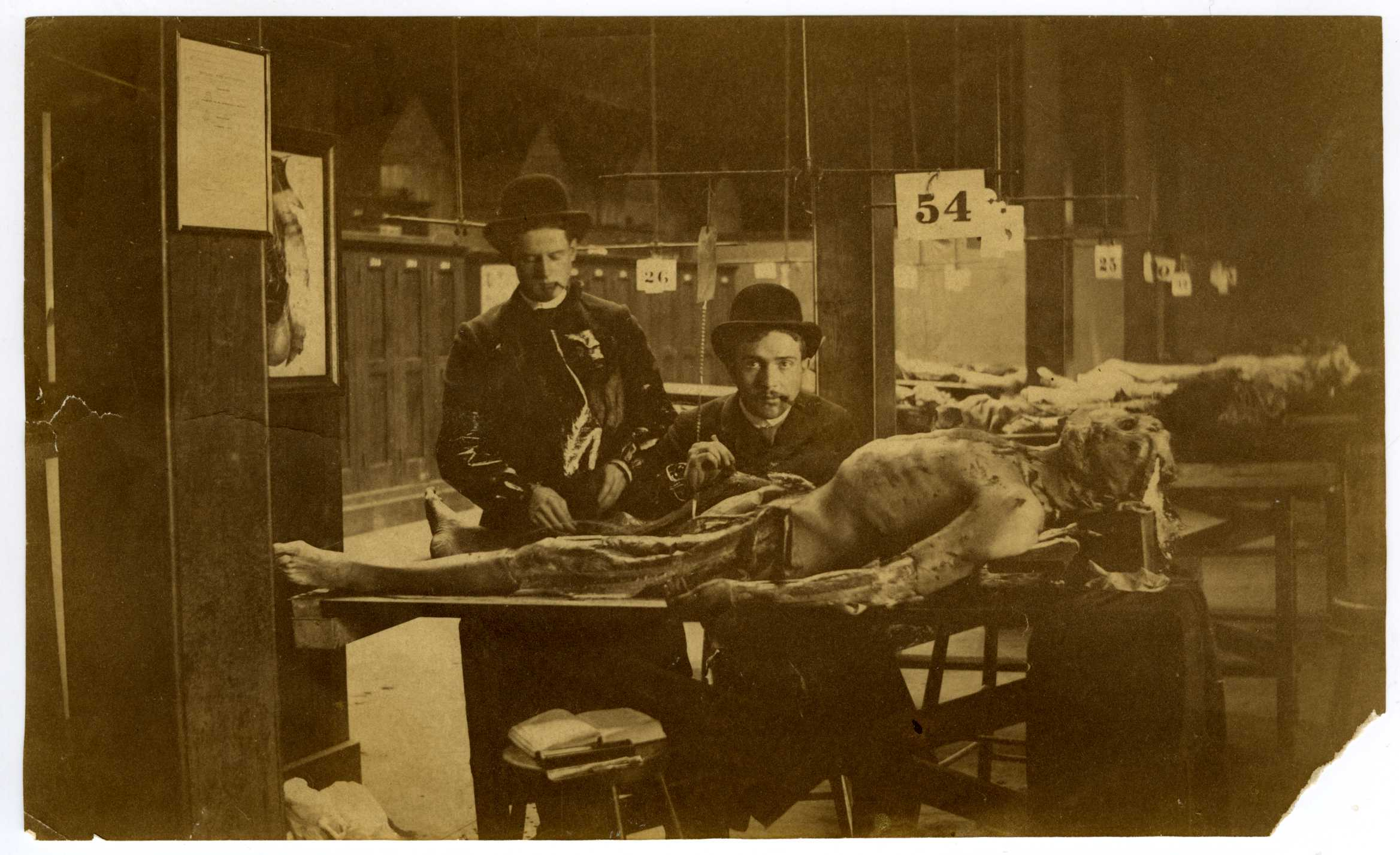
تشريح الإنسان في القرن التاسع عشر

إن مصطلح «التشريح» اللاتيني (autopsy) هي كلمة مشتقة من اليونانية القديمة autopsia، والتي تعني «ليرى نفسه»، والمستمدة من αυτος (ذاتي، «الذات») وόψις (opsis، «العين»). كان المصريين القدماء أي 3000 سنة قبل الميلاد، من أول الحضارات التي مارست فحص الأعضاء الداخلية للإنسان وإزالة بعض مكوناته وذلك في عمليات التحنيط المطلوبة لممارسة الشعائر الدينية 
أجريت أول عمليات التشريح من أجل تحديد سبب الوفاة، في أوائل الألف الثالث قبل الميلاد، على الرغم من اعتقاد العديد من المجتمعات القديمة أن أي تشويه يحدث لجثث الأشخاص، يمنعهم من دخول الحياة الآخرى  (كما كان الحال مع قدماء المصريين الذين كانوا يزيلون الأعضاء الداخلية من خلال شقوق صغيرة في الجسم). كان إراسيراتوس وهيروفيلوس من كاليدونيا من أشهر المشرحين اليونانيين، الذين عاشا في القرن الثامن قبل الميلاد 3 {في 1} في الإسكندرية. ولكن بصفة عامة، كان التشريح نادرا في اليونان القديمة. {2/}
في العام 44 قبل الميلاد، تم تشريح جثة يوليوس قيصر بعد مقتله على أيدي منافسيه من أعضاء مجلس الشيوخ. وأشار التقرير إلى أن الطعنة الثانية كانت هي سبب مقتله. وحوالي عام 150 قبل الميلاد، وضع الرومان القدماء معايير قانونية واضحة لممارسة عمليات تشريح الجثث.
وبقيت عمليات التشريح الطبي للرفات البشرية تمارس بصورة غير نظامية بعد الرومان، وعلى سبيل المثال من قبل الأطباء العرب مثل ابن الزهير وابن النفيس. إلا أن عملية التشريح الحديث مستمدة من ممارسات تشريح عصر النهضة. وكتب جيوفاني مورغاني (1682-1771)، الذي يعتبر أبو علم الأمراض التشريحية،  أول كتاب مفصل حول التشريح وسماه "De Sedibus et Causis Morborum per Anatomen Indagatis " أي «المقاعد ولأسباب المرضية التي حققت بواسطة تشريح الرفات» في عام 1769).
وقام الباحثين الطبيين الكبيرين من القرن التاسع عشر الباحثين رودولف فيرشو وكارل فون روتانسكي باستنباط تقنيتين تشريح مبنية على أساليب عصر النهضة، وما زالت حتى الآن تحمل أسمائهم. وكان عملهما، الذي بين العلاقة بين الأمراض في الوفاة وعوارض الأمراض في الأحياء، سببا في فتح مجالات جديدة في حقل تحليل الأمراض ومعالجتها.

## الغرض
إن الهدف الرئيسي من تشريح الجثة هو لتحديد سبب الوفاة، والحالة الصحية للشخص قبل الوفاة، وما إذا كان التشخيص الطبي والعلاج قبل الموت مناسبا.
إلا أن عدد من تشريح الجثث في المستشفيات في معظم البلدان الغربية أخذ بالتناقص منذ عام 1955. وانتقد العديد من النقاد، مثل جورج لندبرغ عالم الأمراض وعضو تحرير مجلة JAMA، انخفاض عدد عمليات التشريح في المستشفيات والتي تؤثر سلبا على مستوى وجودة الرعاية في المستشفيات، لأنه يتم تجاهل القيام التشريح في حالات الأخطاء الطبية منعا للتحقيق القضائي.
وفي بعض الحالات، قد يعطى الشخص اذن مسبق قبل وفاتهم، لتنفيذ عمليات التشريح على جثثهم لأغراض التعليم أو البحث الطبي.
وكثيرا ما يتم التشريح في حالات الموت المفاجئ، حيث لا يتمكن الطبيب من كتابة شهادة وفاة لعدم معرفة المسبب، أو عندما يعتقد أن الموت هو لسبب غير طبيعي. ويجرى التشريح اشخاص ذو سلطة قانونية (مشرح قانوني جنائي ولا تتطلب موافقة أقارب المتوفى. ومن الحالات القصوى فحص ضحايا جرائم القتل، وخصوصا عندما يبحث المشرحون عن أدلة على الجريمة أو أسلوب القتل، مثل جروح الطلقات النارية ونقاط خروج الطلقات وعلامات الاختناق، أو آثار السم.
كثير من الديانات مثل اليهودية والإسلام لا تشجع التشريح على أتباعها. وتقوم منظمات مثل زكا في إسرائيل وMisaskim في الولايات المتحدة بتقديم النصح للأسر لتفادي تشريح الجثة في الحالات الغير ضرورية.

### في الطب
ان التشريح عامل مهم في الطب السريري لأنه يساعد في تحديد الخطأ الطبي في تحسين المستمر للطب.
فقد اثبتت إحدى الدراسات التي ركزت على حالات احتشاء عضلة القلب (نوبة قلبية) كسبب للوفاة، على حصول الأخطاء والإهمال والتقصير. أي أن عددا كبيرا من الحالات التي نسبت إلى خلل في عضلة القلب (ميس) لم تكن كذلك، والعكس صحيح.
أظهرت إحدى المراجعات المنهجية لدراسات تشريح الجثث أن حوالي 25 ٪ من أن التشخيص كان خاطئا. إلا أن هذه النسبة ستنخفض مع مرور الزمن، إذ ان الدراسة تتنباء أن المؤسسات المعاصرة في الولايات المتحدة ستخطيء في نتيجة التشخيص الرئيسية بنسبة تتراوح ما بين فيما بين 8.4 ٪ إلى 24.4 ٪ من حالات.
أن نسبة عالية من التحليل أظهر أن ما يقرب من ثلث شهادات الوفاة غير صحيحة، وأن نصف عمليات تشريح الجثث أظهرت عدم صحية استنتاجات أسباب الوفاة. أيضا، يعتقد أنه ما يزيد على خمس النتائج الغير متوقعة لا يمكن تشخيصها الا تشريحيا، أي عن طريق الخزعة أو تشريح الجثة، وأن ما يقرب من ربع النتائج الغير متوقعة، أي 5 ٪ من كل النتائج، هي نتائج الرئيسية ولا ويمكن تشخيصها إلا من خلال تشخيص الأنسجة.
وجدت إحدى الدراسات ان «التشريح كشف أخطاء في التشخيص في 171 حالة، بينهم 21 حالة داء بالسرطان و12 حالة سكتة دماغية، 11 حالة داء بعضلة القلب و10 في الصمات الرئوية، و9 في التهاب الشغاف، بالإضافة إلى أمور أخرى».
وجدت إحدى الدراسات التي ركزت على مرضى مدخل الأنبوب، أن «ظروف مرضية في البطن والخراجات وثقوب الأمعاء، أو الاحتشاء كما الصمات الرئوية هي أسباب متكررة للأخطاء من الفئة الأولى. في حين اعتبرت آلام في البطن ذي غير شأن في معظم المرضى، لا تطلب إجراء أي متابعة مع أن المرض كان أخطز».

### في الطب البيطري

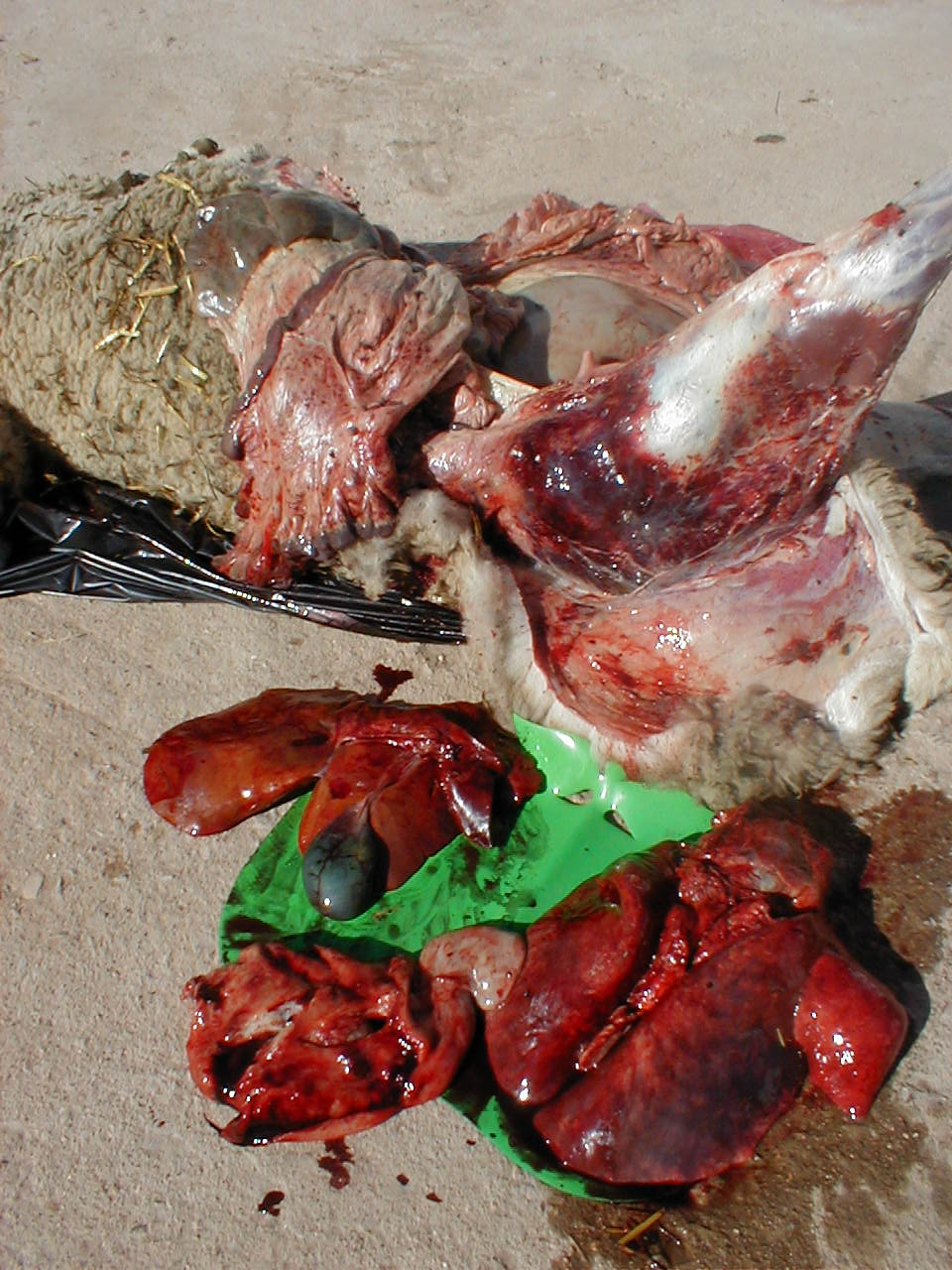
تشريح وفاة نعجة عملي.

إن التشريح بعد الوفاة هو أكثر شيوعا في الطب البيطري منه في الطب البشري. فالكثير من أنواع الحيوانات التي تظهر القليل من الأعراض الخارجية مثل الأغنام، أو التي لا يمكن فحصها فحصا سريريا مفصلا مثل الدواجن وطيور القفص، وحيوانات حديقة الحيوان، يتم تشريحها كطريقة شائعة من قبل الأطباء البيطريين للتوصل إلى تشخيص لأمراضها.

## الأنواع
هناك ثلاثة أنواع رئيسية لعمليات التشريح:
- الطب الجنائي التشريحي أو تشريح الطبيب الشرعي الذين يسعيان إلى العثور على سبب وطريقة الوفاة وتحديد هوية المتوفي.[9] وتتم بشكل عام على النحو الذي يحدده القانون، وخاصة في حالات الموت بسبب العنف، أو الوفيات الفجائية المشبوهة وحالات الوفاة من دون مساعدة طبية أو أثناء العمليات الجراحية.[9]
- التشريح  السريري الذي يتم لتشخيص مرض محدد أو لأغراض الأبحاث الطبية. وهي تهدف إلى تحديد وتوضيح، أو تأكيد تشخيص طبي لأمراض سببت الوفاة ما تزال مجهولة أو غامضة.[9]
- التشريح الأكاديمي التي تتم من قبل طلاب علم التشريح لغرض الدراسة فقط.

### الطب الجنائي لتشريح الجثة

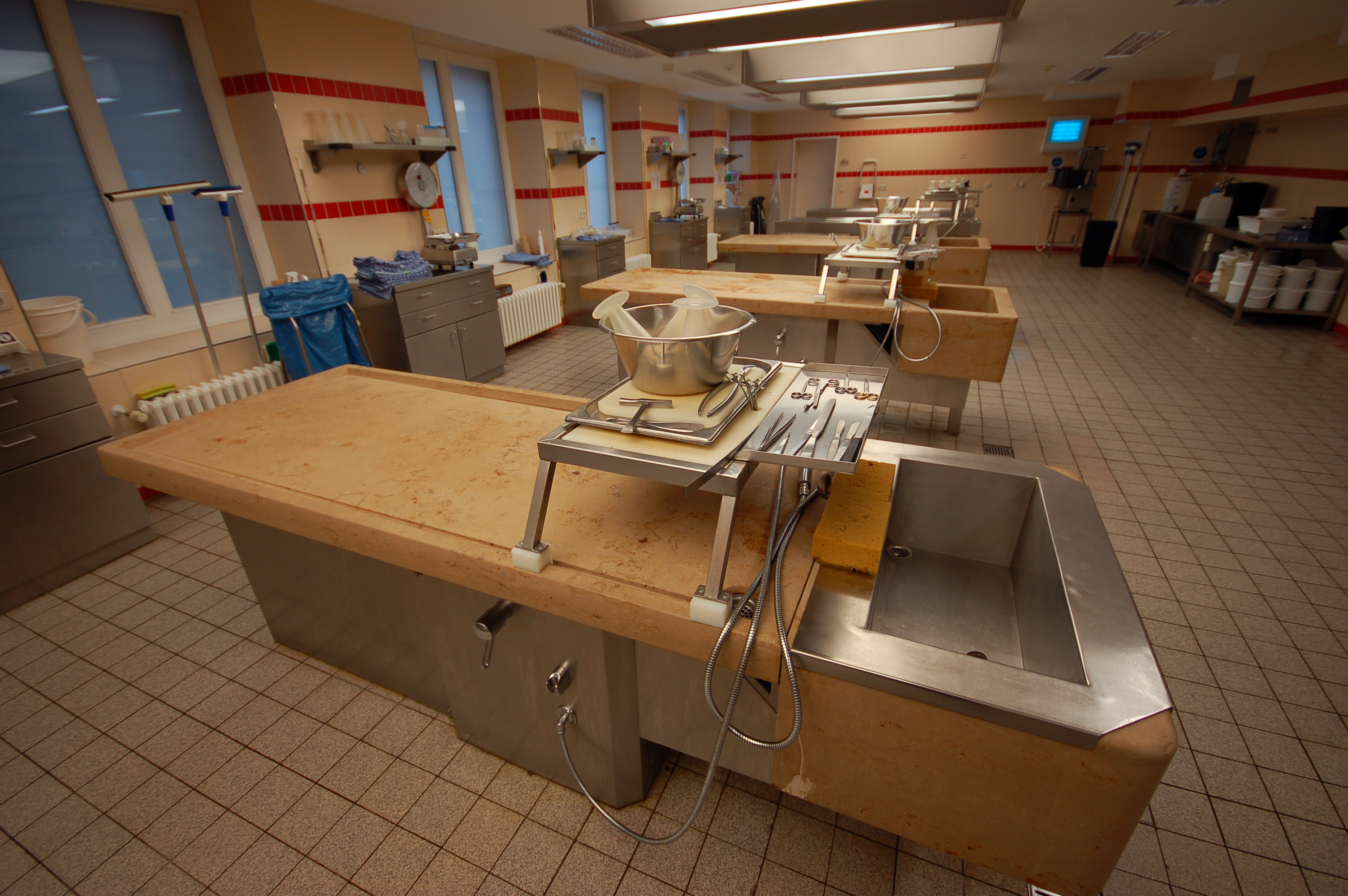
غرفة تشريح الجثث من برلين شاريتيه

يستخدم التشريح الجنائي أو ما يعرف بالتشريح الشرعي، عادة لتحديد سبب الوفاة. ينطوي علم الطب الشرعي على تطبيق أساليب علمية للإجابة على الأسئلة التي تهم النظام القانوني. يحدد قانون الولايات المتحدة خمس أسباب للوفاة:
- الوفاة الطبيعية
- الوفاة بسبب حادث
- القتل
- الانتحار
- لأسباب غير محددة

في بعض الولايات تشمل فئة الأسباب الغير محددة على الوفاة الغيابية، مثل حالة الغرق في عرض البحر والمفقودين الذين تعلن محكمة قانونية وفاتهم. كما تصنف الحالات الأخرى تحت بند «أخرى». كما يتم التشريح الجنائي لتحديد وقت الوفاة، أوالسبب الدقيق للوفاة، وماذا إذا حدث أي شيء قبل الوفاة، مثل التعارك. وقد يشمل للتشريح الطبي الشرعي الحصول على العينات البيولوجية من الميت لاختبار السمية، بما في ذلك محتويات المعدة. اختبارات السموم قد تكشف عن وجود «واحد أو أكثر من المواد السامة» (يمكن تصنيف جميع المواد الكيميائية المتواجدة بكميات كافية، على أنها السم)، وعن كمية هذه المواد الكيميائية. يتجه التشريح إلى المبالغة في تقدير كميات السموم بدلا من تقليلها وذلك لأن الجسم يتحلل بعد الوفاة، ولأن سوائل الجسم تتركد بسبب الجاذبية،
تشترط معظم الولايات على أن يكتب تقرير تشريح الجثة بواسطة طبيب شرعي كما تشترط العديد من الولايات تسجيل تشريح الجثة على شريط فيديو.
عقب تشريح مستفيض ومعاينة كافة الأدلة يستطيع الفاحص أو الطبيب الشرعي تحديد طريقة الوفاة بحسب واحدة من الأسباب الخمس المذكورة أعلاه، كما يقوم بتفصيل الأدلة على آلية وأسباب الوفاة.

### التشريح السريري
يخدم التشريح السريري غرضين رئيسيين. ويقوم بإجارائهما من أجل كسب مزيد من المعرفة للأسباب المرضية أو الإجرآت الطبية والعوامل الأخرى التي ساهمت في وفاة المريض. كما تجرى الفحوص لتحديد ولضمان مستوى الرعاية في المستشفيات. ويمكن أن تسفر عمليات التشريح على القاء نظرة ثاقبة على كيفة تفادي وفيات مماثلة في المستقبل.
لا يمكن القيام بالتشريح السريري داخل المملكة المتحدة من دون موافقة عائلة الشخص المتوفى في مقابل إجراء تشريح الطب الشرعي تعليمات من قبل الطبيب الشرعي (في انكلترا وويلز)، أو الوكيل المالي (في اسكتلندا) الذي لا يمكن للأسرة الاعتراض.

## الانتشار
في عام 2004 في انكلترا وويلز، كان هناك 514,000 حالة وفاة حول منها 225,500 حالة إلى الطبيب الشرعي. ومن بين هؤلاء، تم تحويل 115,800 (22.5أي ٪) إلى التشريح وأدت 28,300 حالة منها إلى فتح باب التحقيق وتم إحالة 570 حالة منها إلى المحاكمة.
في الولايات المتحدة، انخفضت معدلات تشريح الجثة من 17٪ في عام 1980  إلى 14٪ في عام 1985  و11.5٪ في عام 1989،  وهذه الأرقام تختلف بين المقاطعات.

## الآلية

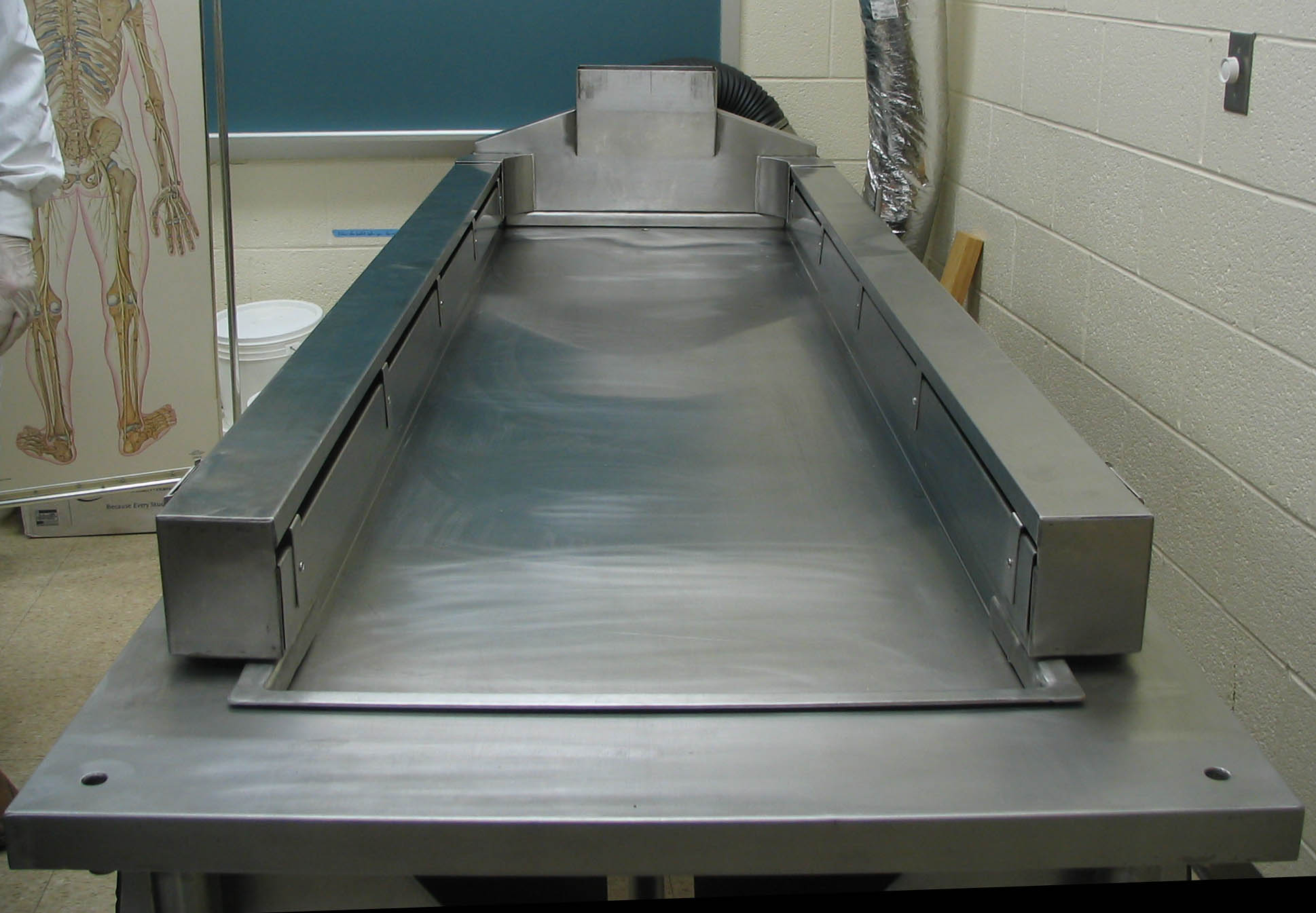
طاولة تشريح جثة. مشابهة لتلك المستخدمة في عمليات التشريح الطبي أو الطب الشرعي.

يتم تسليم الجثة إلى مكتب الفاحص الطبي الشرعي أو المستشفى في كيس جثة أو شرشف أدلة. يفترض استخدام كيس جديد لكل جثة لتأكيد تواجد الأدلة في الكيس الخاصة بتلك الجثة فقط. شراشف الأدلة هي وسيلة بديلة لنقل الجثة. وشرشف الأدلة هي قطقة معقمة تستعمل لتغطي الجسم من أجل نقله. وإذا كان يعتقد بوجود رواسب مهمة على اليدين مثل البارود، فتغطى اليد بكيس ورق منفصل ويلصق باحكام حول المعصم.
هناك قسمين للفحص البدني للجسم: الفحص الداخلي والخارجي. ويستكمل التشريح بفحص السموم، وباختبارات الكيمياء الحيوية وبالاختبارات الجينية التي غالبا ما تكون ومساعدة لالطبيب الشرعي في تحديد سبب أو أسباب الوفاة.

### فحص خارجي
في العديد من المؤسسات يسمى الشخص المسؤول عن التعامل، والتنظيف، وتحريك الجسم وغالبا بلدينر، وهي كلمة ألمانية تعني الخادم. في المملكة المتحدة يتم تنفيذ هذا الدور من جانب تقني علم الأمراض التشريحية التي يساعد الطبيب الشرعي في نزع احشاء المتوفى وإعادة التجميع بعد تشريح الجثة. وأول عمل يقام به بعد استلام الجثة، هو تصويرها. ثم يقوم الفاحص بملاحظة الملابس وأنواعها ووضعيتها قبل أن يتم إزالتها. وبعد ذلك، يتم جمع وإزالة أي أدلة أو مواد موجودة على السطوح الخارجية للجثة مثل المخلفات أو رقائق الطلاء أو المواد الأخرى. ويمكن أن تستخدم الأشعة فوق البنفسجية للبحث عن أية أدلة غير مرئية بالعين المجردة موجودة على الجثة. ثم يؤخذ عينات من الشعر والأظافر كما يمكن تصوير الجثةتصويرا إشعاعيا.
بعد الفحص الخارجي، ترفع الجثة من الحقيبة، وتجرد من الملابس، ويتم فحص وجود أي جروح. ثم يتم تنظيف الجثة ووزنها وقياسها في إطار تحضيرها للفحص الداخلي. والميزان المستخدم في وزن الجسم يكون مصمما في الغالب لوزن الجثة وهي على العربة المستعملة في نقل الجثة، ثم يطرح وزن العربة من الوزن الإجمالي لإعطاء وزن الجثة الصحيح.
ثم يتم نقلها إلى أحد الغرف المخصصة للتشريح ووضعها على طاولة. ثم يتم وصف عام للجثة فيما يتعلق بالعرق والجنس والعمر ولون الشعر والطول، ولون العينين وغيرها من السمات المميزة (مثل الوحمة، وندب قديمة، والشاميات، الخ). وعادة يستعمل جهاز تسجيل صوتي محمول لتسجيل هذه المعلومات أو تكتب في نموذج خاص.
وفي بعض البلدان مثل فرنسا وألمانيا، وكندا، يكون التشريح بالفحص الخارجي فقط. وهو ما يسمى في العادة «أنظر وأمنح» (view and grant). والمبدئ المتبع لتبرير هذا الأمر هو أن السجلات الطبية، وتاريخ وظروف وفاة تدل جميعها على سبب وطريقة الوفاة دون الحاجة إلى إجراء فحص داخلي.

### الفحص الداخلي
من أجل الفحص الداخلي، يتم وضع طوبة من البلاستيك تدعى «طوبة الجسد» تحت الجهة الخلفية من الجسم لترفع الظهر وبالتالي تسبب في سقوط الذراعين والعنق إلى الوراء مما يجعل الصدر يتمدد وينضغط للأعلى مما يسهل عملية فتحه. وهذا يعطي المشرح، أو مساعد الطبيب الشرعي، وصولا أفضل لالجذع. بعد ذلك يبدأ الفحص الداخلي. الفحص الداخلي يتكون من فحص الأعضاء الداخلية للجسم للحصول على أدلة عن أي صدمات أو مؤشرات أخرى على سبب الوفاة. ويتم الفحص الداخلي باتباع اساليب مختلفة:
- يشق شق عميق وكبير على شكل Y يبداء في الجزءين العلويين لكل الكتفين ونزولا ليلتقيا في الجزء الأمامي من الصدر ثم يتابع بعد التقائهما إلى أدنى نقطة من عظمة الصدر. وهذا هو النهج الأكثر استخداما في عمليات التشريح في الطب الشرعي وذلك لتعريض أكبر مساحة هيكل العنق لتفحص بالتفصيل في وقت لاحق. وهذا يساعد بشكل كبير لكشف حالات اختناق المشتبه بها.
- شق على شكل T بين أعلى نقطتين على الكتفين مارا في خط أفقي في جميع أنحاء منطقة عظام الترقوة ثم يجتمع بشق عامودي يلتقي ب (عظم الصدر) في الوسط. ويستخدم هذا قطع الأولية في كثير من الأحيان لإنتاج المزيد من الجمالية بعد الانتهاء من التشريح وعندما يتم إعادة تشكيلها بالخياطة إذ أن العلامات في هذه الحالة يكون مخفية أكثر من الأسلوب السابق.
- شق عامودي يبداء من منتصف الرقبة عند منطقة تفاحة آدم.

في جميع الحالات المذكورة أعلاه يمتد الشق على طول الجسد وصولا إلى عظم العانة مع انحراف إلى الجانب الأيسر من السرة.
ويكون النزيف في حده الأدنى، وهذا إن وجد، لعدم وجود ضغط الدم لتوقف وظائف القلب بينما تكون الجاذبية هي عامل التحكم الوحيد في تدفق الدم. ومع ذلك، يوجد في بعض الحالات أدلة ظرفية تثبت أنه يمكن حدوث نزيف غزير لا سيما في حالات الغرق.
عند هذا الحد، تستخدم مقصات خاصة لفتح تجويف الصدر. ومن الممكن أيضا استخدام شفرة مشرط بسيطة. ويستخدم المشرِح أداة لنشر الضلوع على جانبي تجويف الصدر لسحب عظمة الصدر والضلوع والقفص الصدري كقطعة واحدة. مما يمكن النظر إلى القلب والرئة وهما في مكانيهما من دون عطبهما خلال التشريح. كما يتم استخدام مشرط لإزالة أي من الأنسجة الناعمة التي ما تزال عالقة إلى الجانب الخلفي من لوحة الصدر. عندها يصبح القلب والرئتين جاهزين للفحص. يتم وضغ القفص الصدر جانبا لاعادته إلى موضعه في نهاية عملية التشريح.
في هذه المرحلة تصبح جميع الأعضاء الداخلية معرضة. ويتم عادة إزالة الأعضاء الداخلية بشكل منتظم. يعتمد اتخاذ قرار بشأن ما هي الأعضاء المراد إزالتها إلى حد كبير على الحالة المعنية. يمكن إزالة الأعضاء في عدة طرق: الأولى هي تقنية ليتول (letulle) للإزالة بشكل جماعي حيث تتم إزالة كافة أجهزة كتلة واحدة كبيرة. والثاني هو الأسلوب الكتلة أو ما يعرف بأسلوب غون (Ghon). أما الأكثر شعبية في المملكة المتحدة فهو نسخة معدلة من هذا الأسلوب الذي يقسم الأعضاء إلى أربع مجموعات. ورغم أن هذين الطريقتين هما من التقنيات السائدة في المملكة المتحدة فان هناك طرق رديفة أخرى تتبع على نطاق واسع.
ونقدم هنا ووصف لأحد الأساليب هذه:
يتم فتح الكيس التاموري لعرض القلب. تتم إزالة الدم للتحليل الكيميائي من الوريد الأجوف السفلي أو الأوردة الرئوية. يتم فتح الشريان الرئوي قبل إزالة القلب للبحث عن تجلط الدم. ويتم بعد ذلك إزالة القلب عن طريق خفض الوريد الأجوف السفلي، والأوردة الرئوية، والشريان الأورطي والشريان الرئوي، والوريد الأجوف متفوقة. هذا الأسلوب يترك قوس الأبهر سليما، الأمر الذي سيجعل الأمور أسهل لمحنط. مما يجعل الوصول إلى الرئة اليسرى أسهل ويمكن إزالتها عن طريق خفض الشعب الهوائية، الشرايين، والأوردة في النقير. وبنفس الأسلوب يتم إزالة الرئة اليمنى. ثم يتم إزالة أعضاء البطن واحدا تلو الآخر بعد فحص علاقاتهم ببعض وفحص الأوعية.
ويفضل بعض الأطباء إزالة جميع الأعضاء ككتلة واحدة. ثم يتم إجراء سلسلة من الشقوق على طول العمود الفقري بحيث يمكن فصل الأعضاء وسحبها كقطعة واحدة لمزيد من الفحص وأخذ العينات. يستخدم هذا الأسلوب في أغلب عمليات تشريح الرضع. ويجري فحص مختلف الأعضاء وزنهم وأخذ وعينات من الأنسجة في شكل شرائح. ثم يتم شق وتشريح شرايين الدم الأساسية. ثم يتم فحص ووزن المعدة والأمعاء ومحتوياتهم. لمعرفة تأثير مرور من المواد الغذائية في الأمعاء خلال عملية الهضم على سبب ووقت الوفاة. ودرجة فروغ المنطقة من المواد يدل على الوقت الذي مضى بين تناول آخر وجبة والوفات.

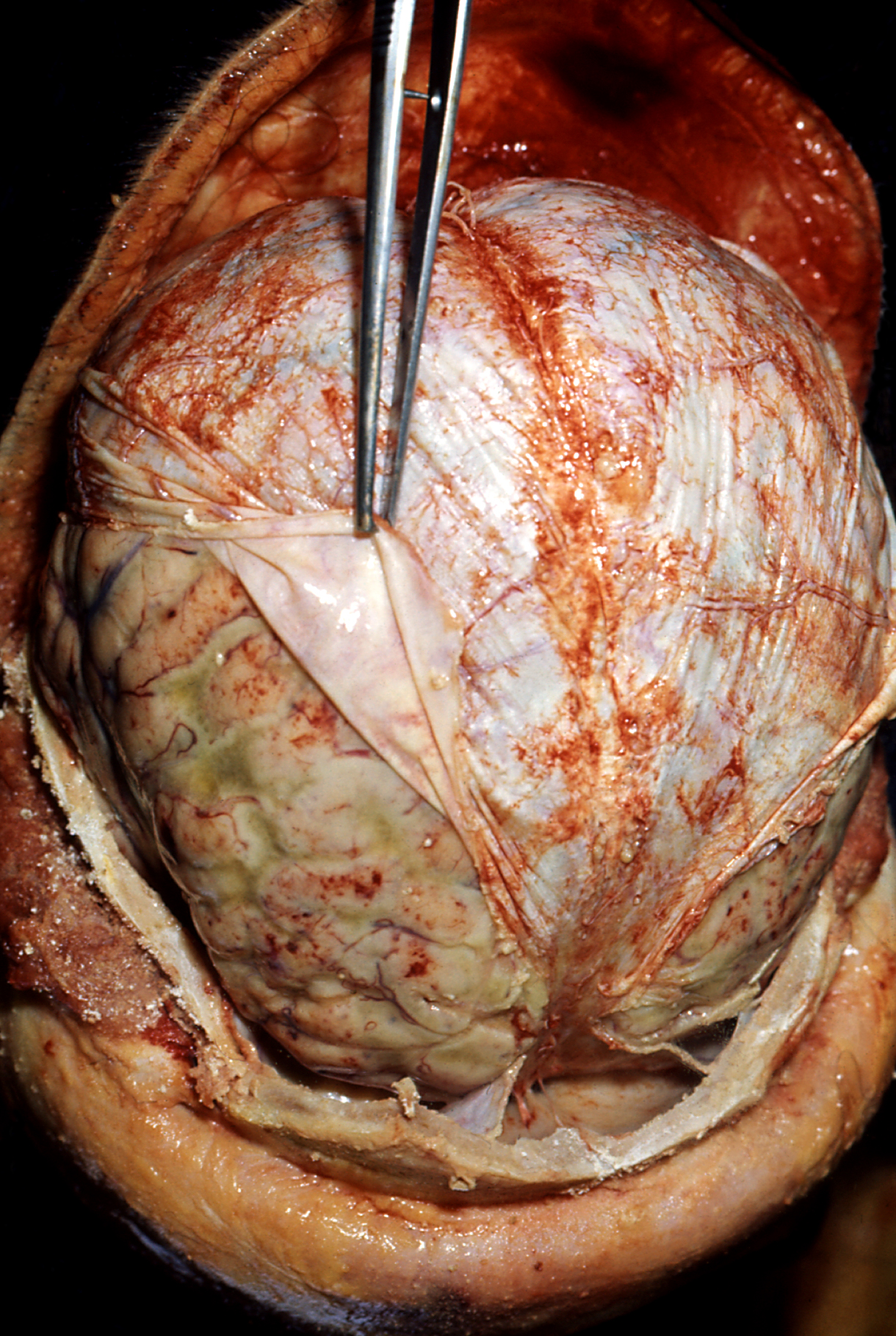
تشريح دماغ يظهر علامات التهاب السحايا. وملقط (وسط) ويسحب ما ورد في الجافية (أبيض). تحت الجافية هي leptomeninges، والتي يبدو أن متوذمة والحصول على عدة بؤر نزفية صغيرة.

ويستخدم الطوب البلاستيكي الذي تم استخدامه في السابق لرفع تجويف الصدر لرفع الرأس. ولفحص الدماغ، يتم إجراء شق واحد من وراء الأذن، مرورا بأعلى الرأس وحتى المنطقة خلف الأذن الأخرى. عند الانتهاء من التشريح الجثة يتم تقطيب الشق بدقة لا يمكن ملاحظتها حين يوضع الرأس على وسادة في النعش المفتوح. يتم سحب جلد فروة الرأس عن الجمجمة في قسمين، القسم الأول يسحب ليغطي الوجه والثاني يسحب الجزء الخلفي من الرقبة. ثم يتم قطع الجمجمة بأداة تسمى منشار سترايكر (Stryker) على اسم مصنعيها، لإنشاء قبعة التي يمكن سحبها لتكشف الدماغ. ثم يفحص ثم الدماغ في موقعه. ثم يفصل موصل الجمجمة مع النخاع الشوكي والأعصاب المقطوعة ثم يرفع المخ من الجمجمة لمزيد من الدراسة. وإذا تطلب الحفاظ على الدماغ قبل فحصه فيوضع في وعاء كبير من الفورمالين (15أي في المئة من الغاز الفورمالديهايد في مياه مخزنة) لفترة أسبوعين على الاقل ولكن يفضل أن يخزن لفترة أربعة أسابيع. وهذا لا يحافظ على المخ فقط بل يجعله أقوى مما يسهل التعامل معه دون إفساد النسيج.

### إعادة تشكيل الجثة
من أهم عناصر عملية التشريح هو إعادة تشكيل الجثة في حال اراد أقارب المتوفى رؤيتها بعد التشريح. بعد الفحص، يصبح تجويف الصدر فارغا ومفتوحا مع أقسام جلد الصدر مفتوحة على كلا الجانبين، والجزء العلوي من الجمجمة مفقود، جلدة الرأس ملقوحة على الوجه والعنق. ومن غير المعتاد فحص الوجه والذراعين واليدين والساقين فحصا داخليا. في المملكة المتحدة، وبحسب قانون الأنسجة البشرية 2004 يجب إعادة جميع الأعضاء والأنسجة إلى الجسم الا في حالة موافقة الأسرة على لاحتفاظ بأنواع من الأنسجة لإجراء مزيد من التحقيق. عادة يتم تبطين تجويف الجسم الداخلي بالقطن والصوف أو المواد المناسبة، ثم توضع الأعضاء في كيس من البلاستيك لمنع التسرب، وتعاد إلى تجويف الجسم. ثم يتم إغلاق فتحتي الصدر تخيطا معا ويعاد غطاء الجمجمة إلى مكانه مرة أخرى. ثم يلف الجسم في كفن، والشائع عدم معرفة أقارب المتوفى ما إذا تم القيام بالتشريح أم لا.

## حكم التشريح في الإسلام
يحرم الإسلام التشريح في حالات الموت الواضحة، قال رسول الله صلى الله عليه وسلم: "كسر عظم الميت ككسر عظم الحي، لكن أجاز بعض علماء المسلمين شق بطن الحامل الميتة لاستخراج جنينها، وكذلك أجازوا تشريح الجثة لغرض تعلُّم الطب لأن فيه مصلحة ضرورية يُقصد منها إنقاذ المرضى أو التخفيف من آلام المرض.

## وصلات خارجية
- تشريح نسخة محفوظة 19 ديسمبر 2008 على موقع واي باك مشين.—وصفا تفصيليا من قبل الطبيب الشرعي الكامل مع شخصيات الرسوم المتحركة.
- والتشريح الظاهري—وهو موقع من جامعة ليستر واحد حيث يفحص المرضى، ويبحث في الطب) التاريخ (ويحصل على محاولة في التشخيص.
- كيف تعمل الأشياء-- التشريح
- تشريح الجثة قتل —محاكاة تفاعلية لمشهد قتل تستعرض العلم المستخدم في التحقيق بالجريمة: تشريح الجثة والخبرة المعملية. أنتجتها مركز العلوم في مونتريال للمعرض تحمل الاسم نفسه.
- الوقاية من العدوى أثناء عملية تشريح الجثة  نسخة محفوظة 21 ديسمبر 2008 على موقع واي باك مشين. وهو يسرد عوامل الخطر واستراتيجيات الوقاية من خلال الفحص بعد الوفاة.